# Delhi Open
Il Delhi Open, noto in precedenza come ONGC-GAIL Delhi Open per motivi di sponsorizzazione, è un torneo professionistico maschile di tennis giocato su campi in cemento. Inaugurato nel 2014 come evento dell'ATP Challenger Tour e dell'ITF Women's Circuit, dopo le prime tre edizioni il torneo era stato dismesso. È stato ripristinato nel 2024, ma solo il torneo Challenger maschile. Si gioca all'R.K. Khanna Tennis Complex di Nuova Delhi, in India.

## Albo d'oro

### Singolare maschile
| Anno       | Campione             | Finalista           | Punteggio     |
| ---------- | -------------------- | ------------------- | ------------- |
| 2025       | Kyrian Jacquet       | Billy Harris        | 6–4, 6–2      |
| 2024       | Geoffrey Blancaneaux | Coleman Wong        | 6–4, 6–2      |
| 2023- 2017 | Non disputato        | Non disputato       | Non disputato |
| 2016       | Stéphane Robert      | Saketh Myneni       | 6–3, 6–0      |
| 2015       | Somdev Devvarman (2) | Yuki Bhambri        | 3–6, 6–4, 6–0 |
| 2014       | Somdev Devvarman (1) | Aleksandr Nedovesov | 6–3, 6–1      |

### Doppio maschile
| Anno       | Campioni                             | Finalisti                                  | Punteggio           |
| ---------- | ------------------------------------ | ------------------------------------------ | ------------------- |
| 2025       | Masamichi Imamura Rio Noguchi        | Niki Kaliyanda Poonacha Courtney John Lock | 6–4, 6–3            |
| 2024       | Piotr Matuszewski Matthew Romios     | Jakob Schnaitter Mark Wallner              | 6–4, 6–4            |
| 2023- 2017 | Non disputato                        | Non disputato                              | Non disputato       |
| 2016       | Yuki Bhambri Mahesh Bhupathi         | Saketh Myneni Sanam Singh                  | 6–3, 4–6, [10–5]    |
| 2015       | Egor Gerasimov Alexander Kudryavtsev | Riccardo Ghedin Toshihide Matsui           | 6(5)–7, 6–4, [10–6] |
| 2014       | Saketh Myneni Sanam Singh            | Sanchai Ratiwatana Sonchat Ratiwatana      | 7–6(5), 6–4         |

### Singolare femminile
| Anno | Campionessa      | Finalista          | Punteggio     |
| ---- | ---------------- | ------------------ | ------------- |
| 2016 | Sabina Sharipova | Nina Stojanović    | 3–6, 6–2, 6–4 |
| 2015 | Magda Linette    | Tadeja Majerič     | 6–1, 6–1      |
| 2014 | Wang Qiang       | Yuliya Beygelzimer | 6–1, 6–3      |

### Doppio femminile
| Anno | Campionesse                               | Finaliste                              | Punteggio        |
| ---- | ----------------------------------------- | -------------------------------------- | ---------------- |
| 2016 | Hsu Ching-wen Lee Ya-hsuan                | Natela Dzalamidze Veronika Kudermetova | 6–0, 0–6, [10–6] |
| 2015 | Tang Haochen Yang Zhaoxuan                | Hsu Ching-wen Lee Pei-chi              | 7–5, 6–1         |
| 2014 | Nicha Lertpitaksinchai Peangtarn Plipuech | Erika Sema Yurika Sema                 | 7–6(5), 6–3      |